# Lago Persian
O lago Persian é um lago de água doce na província de Manitoba, Canadá.

## Descrição
Este lago encontra-se nas coordenadas geográficas 54°42′N 101°33′W. 
Está localizado no norte de Manitoba, perto da fronteira nordeste de Saskatchewan e Manitoba, e faz parte da bacia do rio Nelson, ficando a cerca de 8 km na direção nordeste da cidade de Bakers Narrows. Este lago deve o seu nome à comunidade persa de Manitoba e do Canadá em geral.